# Château de Chambuet
Le château de Chambuet (Chambuerc) était un ancien château fort, du XIIe siècle, qui se dressait sur la commune de Yenne, une commune française, dans le département de la Savoie et la région Rhône-Alpes.
Le château est le siège de la seigneurie et d'une métralie du bailliage de Novalaise, dans l'organisation du comté de Savoie.

## Situation
Le château devait se dresser au Bas-Chambuet.

## Histoire
Le fief de Chambuet ou Chambuerc(Chambuercium) et le château fort sont, au XIIe siècle, la possession de la famille de Chambuet. Berlion de Chambuerc (de Chambuercio), vassal du comte en Maurienne, est, en 1196, témoin dans la charte qu'octroi Thomas Ier de Savoie à l'abbé de Saint-Rambert-en-Bugey, ainsi que dans celle octroyée, toujours par Thomas Ier, à l'abbé de Hautecombe, le 11 novembre 1203. En 1209, par charte, passé dans le cloître du prieuré de Yenne, en présence de Guy, abbé de Hautecombe, d'Anselme, abbé de Saint-Rambert, et, des seigneurs dont les terres sont limitrophes, il fait reconnaissance au comte de sa mestralie de Chambuerc. Il est encore probablement témoin des franchises octroyées à la ville de Yenne, en 1215, par le comte Thomas Ier sur les conseils de ces mêmes abbés.
La mestralie de Chambuerc, confinée entre la montagne du Mont du Chat et le Rhône, avait pour limite, à cette époque, au nord les terres suzeraines de Lucey-Chanaz, à l'est les terres des seigneurs de Chevelu et de Sômont, au sud celles des seigneurs de Seyssel-Novalaise et de Gerbaix, à l'ouest la terre de Yenne, possession déjà du comte, et le fleuve.
Les Chambuets sont souvent cités dans les chartes des comtes de Savoie. Le 15 mars 1232, lors de la vente du bourg de Chambéry au comte, par Berlion de Chambéry, le 15 novembre 1242, Gocelin de Chambuerc, est témoin à une donation faîte à Thomas II de Piémont par son frère Amédée IV de Savoie, et, en 1284, Philippe Ier de Savoie, dans son testament daté de cette même année, fait des legs à Humbert et Étienne de Chambuerc. En 1292, Jocelin de Chambuerc, damoiseau, fait une acquisition au château de Chambuerc.
Le 22 novembre 1329, Thomas et Humbert de Chambuerc, sont investis de fiefs. Vit, vers 1360, Martin de Chambuerc, et, en 1430, vit Mathias de Chambuerc.
Le 6 février 1494, Claude de « Chambuert », dernier du nom, cède, par acte passé au château d'Ameysin, déposé aux minutes de Saint-Maurice de Fistillieu, notaire à Yenne, une terre à Ameysin, sis sous le château de « Chambuert », à Vincent d'Orlyé. On perd, après cette date, toutes traces de la famille et du château de Chambuerc.

## Description
Il ne subsiste aucune trace du château de Chambuet.